# Акты Московского государства 1571 года
Царствование: Иван IV Васильевич Грозный (1533-1584)

## Акты Московского государства 1571 года
- 1 января — царский приказ о назначении Воротынского Михаила Ивановича ведать станицы и сторожи, и о созыве в Москву станичных голов, вожей и сторожей для расспроса.
- 19 января — ввозная грамота дьяков Бартенёва Данилы Микулина и Шелепина Никиты Юрьевича Митусову Тимофею Григорьевичу на сельцо Молодошково с деревнями в Карацуницком погосте Шелонской пятины против его поместья в Кашинском уезде.
- 12 февраля — купчая на сельцо Михайловское с деревнями, поступившее от подьячего Айгустова Улана в счёт присужденного с него бесчестия дьяку Щелкалову Василию.
- 16 февраля — Боярский приговор о станичной и сторожевой службе.
- 18 февраля — Боярский приговор об освобождении рязанских сторожей от службы в сторожах, а служить им рядовую службу. О назначении на их место казаков из украинных городов. О замене путивльских севрюков, которые ездили на донецкие сторожи по найму, путивльскими и рыльскими детьми боярскими.
- 21 февраля — Боярский приговор о назначении мест, где стоять головам в поле, и до коих мест ездить от их станицам.
- 6 марта — Боярский приговор, как давать путивльским станицам “проезжее и изронь”.
- 12 марта — царский наказ Белозерским губным старостам и целовальникам.
- 17 марта — таможенная новгородская грамота, о сборе пошлин на Торговой стороне в государевой опричнине.
- 21 августа — ввозная грамота дьяков Бартенева Данилы Микулина и Щелепина Никиты Юрьевича Назимовым Ивану и Фёдору Васильевичам на село Островна с деревнями в Вышегородском погосте Шелонской пятины.
- 28 августа — ввозная грамота дьяков Бартенева Данилы Микулина и Щелепина Никиты Юрьевича Назимову Ивану Андреевичу на село Михалёво с деревнями в Пажеревицком погосте Шелонской пятины.
- Октябрь — Боярский приговор о поджоге полей, с расписанием: из каких городов станицам какие поля жечь.
- 10 и 14 декабря — две богомольные грамоты в Кириллов монастырь, по случаю войны со Швецией.
- Указная грамота царя Ивана Васильевича (приказа Казанского дворца) в Курмыш воеводе Загряжскому Игнатию Тимофеевичу о присылке приходно-расходных книг и собранных денег.
- Роспись донецким сторожам по расспросу боярина, князя Воротынского Михаила Ивановича.
- Роспись путивльским ближним сторожам.
- Роспись сторожам из украинных городов от польской украины по рекам: Сосне, Дону, Мече и по иным речкам.
- Роспись Мещерским сторожам.
- Роспись донецким сторожам по дозору князя Тюфякина Михаила Васильевича да дьяка Ржевского Матвея.
- Роспись разъездам путивльских и рыльских станиц.
- Роспись местам, где стоять станичным головам на поле.
- Роспись Мещерским сторожам по дозору Булгакова Юрия да Хохлова Бориса.
- Деловая Сурвыцких: Андрея, Никиты и Ивана Владимировичей на свою родовую вотчину сельцо Сурвацкое с селищем в Боголюбском стане Владимирского уезда.
- Наказная память князю Долгорукому Тимофею Ивановичу, назначенному воеводой в Муром.
- Память Корсакова Ивана Черницына о получении им при разделе с братьями общего поместья жеребьёв деревень: Пажино, Заполье и других в Бельском погосте Шелонской пятины.
- Память Корсакова Артемия Мягкого о получении им при разделе с братьями общего поместья жеребьёв деревень: Заручье, Самокража и других в Ляцком погосте Шелонской пятины.
- Память Корсакова Зверя Некрасова о получении им при разделе с братьями общего поместья жеребьёв деревень: Вердуга, Дубровичи и Заполье в Бельском погосте и деревень Ляхово Подберезье и Люхово Нижнее в Ляцком погосте Шелонской пятины.
- Память Корсакова Ивана Некрасова о получении им при разделе с братьями общего поместья жеребьёв деревень: Дворец, Куликово и других в Ляцком погосте Шелонской пятины.
- Память Корсакова Ильи Филиппова о получении им при разделе с братьями общего поместья жеребьёв деревень: Дворец, Куликово и других в Ляцком погосте и деревни Сварцы в Белёвском погосте Шелонской пятины.